# Anne-Marie Corbisier
Anne-Marie L.Ch.Gh. Corbisier-Hagon (Gosselies, le 24 juin 1947) est une femme politique belge, membre du Centre démocrate humaniste.
Elle est licenciée en Philologie classique (UCL, 1980); professeur durant dix-sept ans dans l’enseignement officiel.

## Carrière politique
- conseillère communale de Montigny-le-Tilleul (1977-)
  - échevine de la Culture, de la Jeunesse et de l’Environnement(1983-1988)
  - Première échevine, chargée de la Jeunesse, de la Culture, du Patrimoine, de l’Aménagement du territoire, de l’Urbanisme, de la Mobilité et du Logement (2006-)
- conseillère provinciale du Hainaut (1985-1987)
- Membre de la Chambre des représentants (1988-1995)
  - membre du Conseil régional wallon
- Députée wallonne et de la Communauté française (1995-2009)
  - Présidente du parlement de la communauté française de 1992 à 1999